# 3D-очки
3D-очки — очки для просмотра стереоскопических фильмов. Эффект объёма достигается благодаря созданию для разных глаз изображений, снятых с разных точек зрения.
Видеть предметы в объёме позволяет бинокулярное зрение, для которого необходимо смотреть двумя глазами. Каждый глаз в отдельности видит плоское (двухмерное) изображение. Так как глаза два и они расположены на некотором расстоянии друг от друга (58—72 мм у взрослых людей), в мозг поступают изображения одного и того же предмета с двух точек зрения, так называемый параллакс. В результате их обработки формируется объёмная картинка. Принцип бинокулярного зрения положен в основу 3D-фильмов и 3D-фотографий. Кино- или фотокамера с двумя объективами, расположенными на расстоянии друг от друга, так же, как и глаза человека, даёт два изображения, образующие стереопару. Если каким-либо образом подавать их на разные глаза, мозг формирует трёхмерное изображение. Есть разные способы просмотра и, соответственно, разные типы стереопар.

## Форматы просмотра

### Цельные стереопары
Делятся на горизонтальные, вертикальные, раздельные.

#### Горизонтальная стереопара (SideBySide)
Кадры располагаются горизонтально друг относительно друга. Делится на параллельную и перекрёстную. Подвидом горизонтальной стереопары является анаморфная стереопара, при которой четкость кадра уменьшена вдвое (кадр сжат) по горизонтали.
Параллельная
Левое изображение предназначено для левого глаза, а правое для правого.
Перекрёстная
Левое изображение предназначено для правого глаза, а правое изображение для левого.

#### Вертикальная стереопара (OverUnder)
Два изображения расположены друг над другом.
Подвид анаморфная стереопара. Анаморфная стереопара — четкость кадра уменьшена вдвое (кадр сжат) по вертикали.

#### Раздельная стереопара
Используется для воспроизведения видеофайлов.
Два видеоряда разделены на отдельные потоки, а именно на Separatefiles и Dualstream.
Separatefiles
Видеопотоки записаны в раздельные файлы.
Dualstream
Видеопотоки объединены общим контейнером. Одним из подвидов является Blu-Ray 3D / SIFF. В формате Blu-Ray 3D для сжатия видеоинформации используется специальный кодек MVC, изначально предназначенный для сжатия стереопар. Точность синхронизации ракурсов обеспечивается не плеером, а самим форматом сжатия.

### Чересстрочный (Interlaced)
Чересстрочное смешивание обоих ракурсов в одном кадре. В чётные строки развертки записывается изображение одного ракурса (например левого), а в нечётные — другого (например правого). При этом вертикальное разрешение у каждого ракурса уменьшается вдвое.

### Шахматный
Смешивание обоих ракурсов в шахматном расположении.

### Анаглиф(Anaglyph)
Цветовое кодирование изображения, предназначенное для левого и правого глаза с помощью светофильтров.

## Методы просмотра

### Активные 3D-очки (с активным затвором)

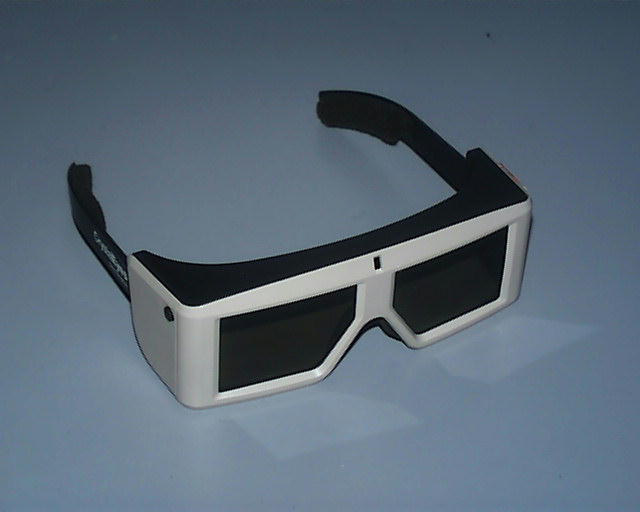
Очки с активным затвором

Передают изображение на каждый глаз поочерёдно. 3D-очки с активным затвором используют в качестве линз жидкие кристаллы, которые способны под воздействием управляющего сигнала с высокой скоростью попеременно закрывать и открывать левый и правый глаз. Это позволяет получить 3D-эффект путём передачи отдельного изображения на каждый глаз. Активные 3D-очки синхронизируются с телевизором или монитором, что реализуется обычно через инфракрасный порт, реже — подмешивание сигнала с видео-потоком (стандарт HQFS DVD).
Используются для просмотра фотографий, фильмов и компьютерных игр вместе со вспомогательным оборудованием для просмотра на 3D-телевизорах и 3D-мониторах для всех форматов просмотра, кроме анаглифного. Также применяется для просмотра 3D-фильмов в кинотеатрах с технологией XpanD.

### Пассивные 3D-очки
Передают изображение на каждый глаз одновременно.

#### Поляризационные 3D-очки
Левое и правое стекло пропускает изображение только со своей поляризацией. Делятся на подвиды, использующие линейную и круговую поляризацию.
Очки с линейной поляризацией

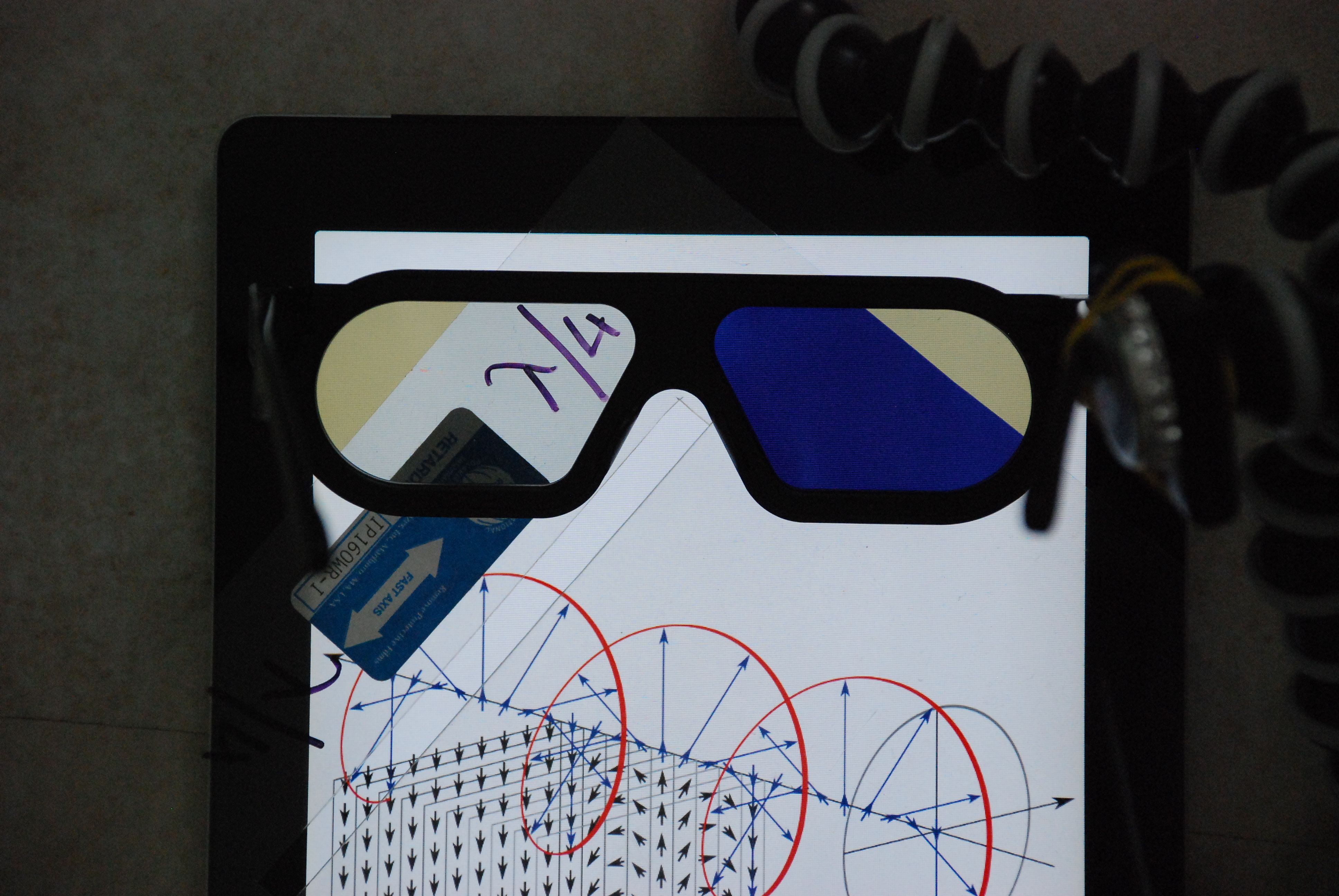
Очки с круговой поляризацией. Если через них посмотреть на ЖК-дисплей планшета, поверх которого лежит четвертьволновая пластинка, один из фильтров пропустит изображение, а другой заблокирует

Используются для просмотра фотографий и фильмов вместе со вспомогательным оборудованием для просмотра на 3D-телевизорах и 3D-мониторах для всех форматов просмотра, кроме анаглифного. Также применяются для просмотра фильмов в кинотеатрах с технологией IMAX 3D.
Очки с круговой поляризацией
Используются для просмотра фотографий и фильмов вместе со вспомогательным оборудованием для просмотра на 3D-телевизорах и 3D-мониторах для всех форматов просмотра, кроме анаглифного. Также применяются для просмотра фильмов в кинотеатрах с технологией RealD 3D.

#### Анаглифные очки

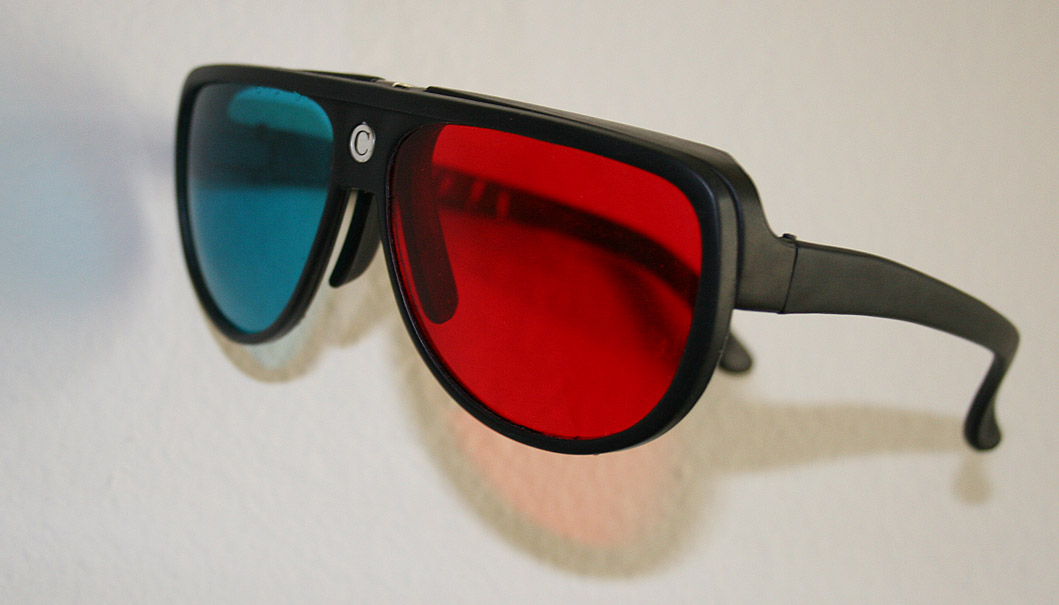
Двухцветные анаглифные очки: красный и синий фильтры

Метод использует разделение изображения на два цвета, например красный и синий и накладывает их рядом с небольшим смещением. При этом зритель, используя анаглифические 3D-очки с фильтрами из линз того же синего и красного цвета, получает для каждого глаза своё изображение. Благодаря этому появляется стереоэффект. Используются только для просмотра фотографий и фильмов в анаглифическом формате.

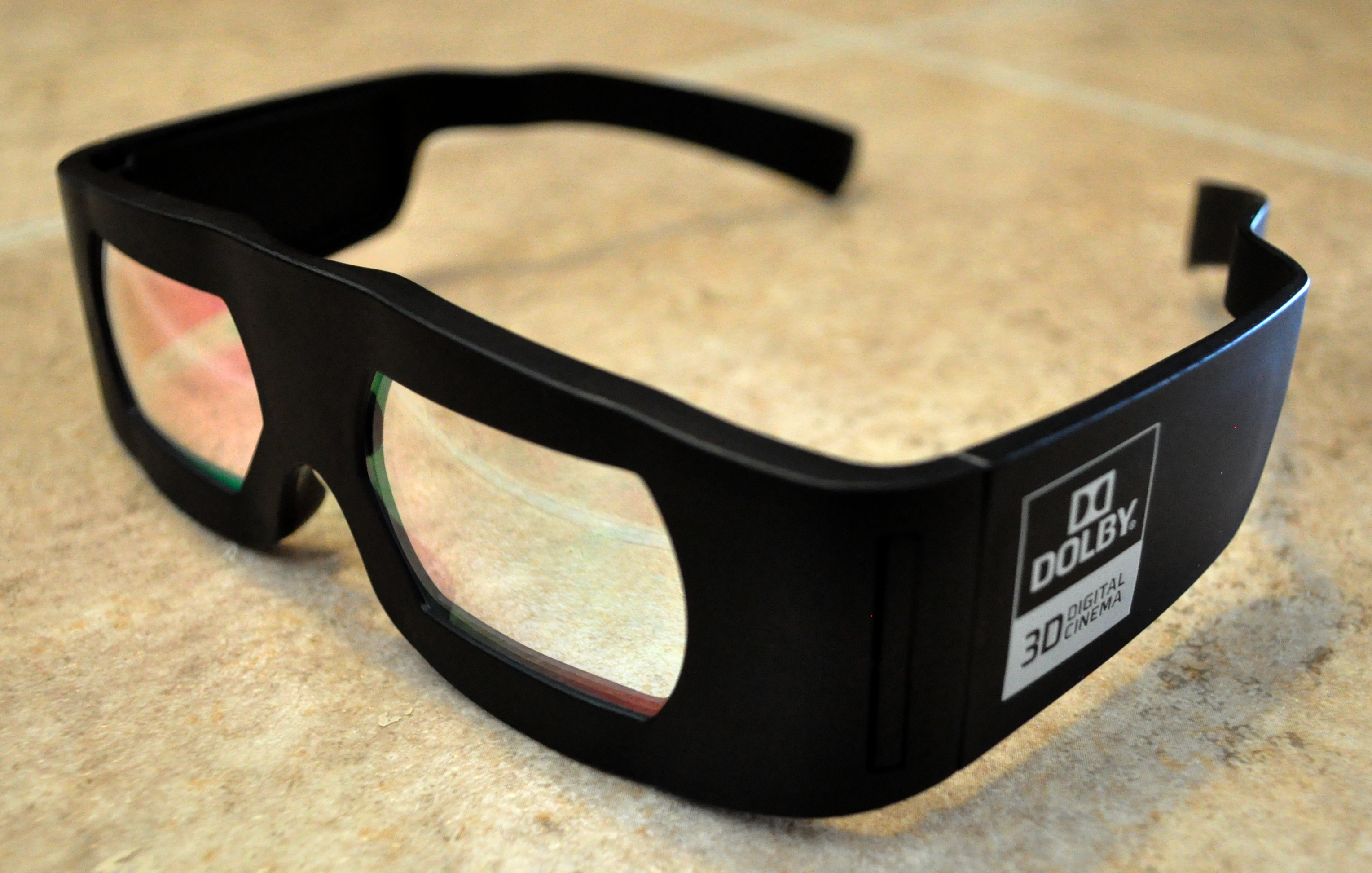
Суперанаглифные очки Dolby 3D, использующие комбинацию из трех фильтров для каждой линзы. Заметна небольшая разница в цветопередаче линз

Современный подвид анаглифных очков использует несколько интерференционных фильтров (иногда называют «super-anaglyph»), в меньшей степени искажая цвета, чем при использовании одноцветных фильтров. Такие очки используется для просмотра в кинотеатрах по технологии Dolby 3D Digital Cinema.

#### Зеркальные 3D-очки
Для получения 3D-изображения используется технология зеркального сведения ракурсов, осуществляемая с помощью регулировки наклона зеркала очков. Две пары зеркал (для левого и правого глаза) позволяют свести воедино два изображения, расположенные на экране одного (любой модели и технологии) монитора. Используются только для просмотра фотографий и фильмов в формате горизонтальной параллельной стереопары.

## Критика
Просмотр 3D-фильмов как в кинотеатре, так и с экрана 3D-телевизора в 3D-очках затруднен для людей, имеющих дефекты зрения и вынужденных носить очки с диоптриями, так как 3D-очки не всегда можно надеть на или под диоптрические, при этом в любом случае создается дополнительная нагрузка на зрение из-за бликов, возникающих между линзами, и на переносицу из-за большого веса конструкции из двух пар очков.
Отмечалось, что 3D-очки отвлекают от просмотра фильма, мешая зрителю. Вот что говорил об этом режиссёр Квентин Тарантино:

Мне всегда нравилось 3D. Но, к сожалению, я видел очень мало фильмов, которые в нём реально нуждаются. Большей частью после просмотра запоминаешь чертовы очки на носу, а не то, что они дают. Поэтому я часто игнорирую трехмерные версии и предпочитаю смотреть обычные.